# Hocine Achiou
Hocine Achiou (nacido el 27 de abril de 1979) es un futbolista argelino, actualmente juega para el USM Bel-Abbès. Empezó su carrera jugando para el ES Ben Aknoun antes de unirse al equipo juvenil del USM Alger. Su hermano Karim Achiou también juega para ese club.

## Trayectoria
Comenzó jugando en el USM Alger en 1996. Más tarde se fue a jugar al FC Aarau de la Super Liga Suiza, finalmente, regresó al USM Alger en el año 2007.
En el año 2008 JS Kabylie cedido para luego regresar al USM Alger donde se quedaría hasta la temporada 2011, luego ficharía por el ASO Chlef donde jugaría solamente un año, luego de un breve tiempo sin club consigue fichar por el CS Constantine donde disputaría la temporada 2012/13, luego para la temporada 2013/14 jugaría en el MC Oran y finalizado su contrato ficharía por el USM Bel-Abbès.

## Selección nacional
Es internacional desde 2003 representando a la selección de fútbol de Argelia donde ya jugó 26 partidos y anotó 3 goles.

## Clubes
| Club           | País    | Año           |
| -------------- | ------- | ------------- |
| USM Alger      | Argelia | 1996 - 2006   |
| FC Aarau       | Suiza   | 2006 - 2007   |
| USM Alger      | Argelia | 2007 - 2008   |
| JS Kabylie     | Argelia | 2009          |
| USM Alger      | Argelia | 2009 - 2011   |
| ASO Chlef      | Argelia | 2011 - 2012   |
| CS Constantine | Argelia | 2012-2013     |
| MC Oran        | Argelia | 2013-2014     |
| USM Bel-Abbès  | Argelia | 2014-presente |